# David Gross
David Jonathan Gross (Washington, EUA, 1941) és un físic i professor universitari estatunidenc guardonat amb el Premi Nobel de Física l'any 2004.

## Biografia
Va néixer el 19 de febrer de 1941 al districte federal de Washington DC. Va estudiar física a la Universitat Hebrea de Jerusalem l'any 1962, aconseguint el doctorat a la Universitat de Berkeley l'any 1966. Posteriorment, fou becari de la Universitat Harvard i professor a la Universitat de Princeton fins a l'any 1997.
Actualment, és el director de l'Institut Kavli de Física Teòrica de la Universitat de Califòrnia a Santa Bàrbara.

## Recerca científica
L'any 1973, treballant al costat de Frank Wilczek a la Universitat de Princeton, va descobrir la llibertat asimptòtica que afirma que, mentre més pròxims estiguin els quarks, menor és la interacció forta entre aquests; així doncs, quan els quarks estan extremadament pròxims, la interacció nuclear entre aquests és tan feble que es comporten gairebé com partícules lliures. La llibertat asimptòtica, descoberta independentment gairebé al mateix temps per David Politzer, va ser essencial per al descobriment de la cromodinàmica quàntica.
Posteriorment, juntament amb Jeff Harvey, Emil Martinec i Ryan Rohm, va descobrir també la corda heteròtica, peça cabdal en la teoria de cordes.
Juntament amb Frank Wilczek i David Politzer, va rebre el Premi Nobel de Física l'any 2004 pel descobriment de la llibertat asimptòtica en la teoria de la interacció forta.